# Jonas Brothers American Club Tour
Il Jonas Brothers American Club Tour si è svolto per promuovere il loro primo album, It's About Time. La maggior parte delle serate si è svolta in discoteche o piccoli locali visto che la band non era ancora molto conosciuta. Il tour è iniziato il 28 gennaio 2006 ed è finito il 3 marzo 2006 con un totale di 28 shows.

## Date
| Data             | Città        | Nazione      | Luogo               |
| Nord'America     | Nord'America | Nord'America | Nord'America        |
| ---------------- | ------------ | ------------ | ------------------- |
| 28 gennaio 2006  | Roseville    | Stati Uniti  | Underground Cafe    |
| 30 gennaio 2006  | Seattle      | Stati Uniti  | Crocodile           |
| 31 gennaio 2006  | Portland     | Stati Uniti  | Roseland Grill      |
| 2 febbraio 2006  | Fort Collins | Stati Uniti  | The Starlight       |
| 3 febbraio 2006  | Denver       | Stati Uniti  | Rock Island         |
| 4 febbraio 2006  | Kansas City  | Stati Uniti  | Uptown Theater      |
| 5 febbraio 2006  | Columbia     | Stati Uniti  | Mojo's              |
| 6 febbraio 2006  | Minneapolis  | Stati Uniti  | 7th Street Entry    |
| 8 febbraio 2006  | Chicago      | Stati Uniti  | Beat Kitchen        |
| 9 febbraio 2006  | Indianapolis | Stati Uniti  | The Emerson Theater |
| 11 febbraio 2006 | Columbus     | Stati Uniti  | The Basement        |
| 12 febbraio 2006 | Buffalo      | Stati Uniti  | Town Ballroom       |
| 14 febbraio 2006 | New York     | Stati Uniti  | Avalon              |
| 15 febbraio 2006 | Boston       | Stati Uniti  | The Palladium       |
| 16 febbraio 2006 | Providence   | Stati Uniti  | Living Room         |
| 17 febbraio 2006 | Hartford     | Stati Uniti  | Webster Underground |
| 18 febbraio 2006 | Washington   | Stati Uniti  | 9:30 Club           |
| 20 febbraio 2006 | Filadelfia   | Stati Uniti  | North Star          |
| 21 febbraio 2006 | Wilkes-Barre | Stati Uniti  | High School         |
| 23 febbraio 2006 | Charlotte    | Stati Uniti  | Tremont             |
| 24 febbraio 2006 | Norfolk      | Stati Uniti  | Norva Theatre       |
| 25 febbraio 2006 | Charleston   | Stati Uniti  | Music Farm          |
| 27 febbraio 2006 | Nashville    | Stati Uniti  | 3rd & Lindsley      |
| 28 febbraio 2006 | Atlanta      | Stati Uniti  | Masquerade          |
| 1º marzo 2006    | Gainesville  | Stati Uniti  | Common Grounds      |
| 2 marzo 2006     | Tampa        | Stati Uniti  | State Theatre       |
| 3 marzo 2006     | Orlando      | Stati Uniti  | Back Booth          |